# HELL ヘル
『HELL ヘル』（原題: In Hell）は、2003年製作のアメリカ合衆国のアクション映画。ジャン＝クロード・ヴァン・ダム主演、リンゴ・ラム監督。PG12指定。
撮影はブルガリアで行なわれた。

## あらすじ
ロシアで石油採掘の仕事に携わっていたアメリカ人技師カイルは帰国を数日後に控えたある日、一緒に来ていた妻グレイを自宅に押し入った暴漢によって惨殺される。
カイルはその暴漢を自分の手で捕まえたものの、彼は判事を買収して証拠不十分による無罪を勝ち取る。それに怒ったカイルは男を裁判所内で射殺してしまう。
裁判で終身刑を宣告されたカイルは“ロシア一厳しい”といわれるクラヴァヴィ刑務所に収監される。そこでは賄賂や暴行が横行、また囚人同士が死ぬまで闘わされるという過酷なサバイバルゲーム“スパルカ”が行なわれている、まさに“この世の地獄”であった。
カイルは否応なくその中に身を投じる事になり、彼自身も生き延びるために必死で闘い皆から一目置かれるまでになるが、ある日、囚人番号451番の男と知り合った事でそれが大きく変わっていく。
2人は協力して脱獄し、この刑務所の実態を世間に公表しようと考える。

## キャスト
| 役名             | 俳優                           | 日本語吹替 |
| ---------------- | ------------------------------ | ---------- |
| カイル・ルブラン | ジャン＝クロード・ヴァン・ダム | 小山力也   |
| 囚人番号451      | ローレンス・テイラー           | 乃村健次   |
| グレイ・ルブラン | マーニー・アルトン             | 甲斐田裕子 |
| マラカイ         | マラカイ・デヴィッドソン       | 宝亀克寿   |
| クールハンド     | ビリー・リーク                 |            |
| ボルトン         | ホルヘ・ルイス・アブレイユ     |            |
| フルショフ将軍   | ロイド・バティスタ             | 側見民雄   |
| ヴァーリャ       | マイケル・ベイリー・スミス     |            |
| ウスップ         | ロバート・ラサルド             |            |
| トーリク         | カルロス・ゴメス               | 志村知幸   |
| ビリー・クーパー | クリストファー・モア           | 武藤正史   |
| ヴィクター       | パウロ・トーチャ               |            |